# HEC Paris Innovation & Entrepreneurship Center

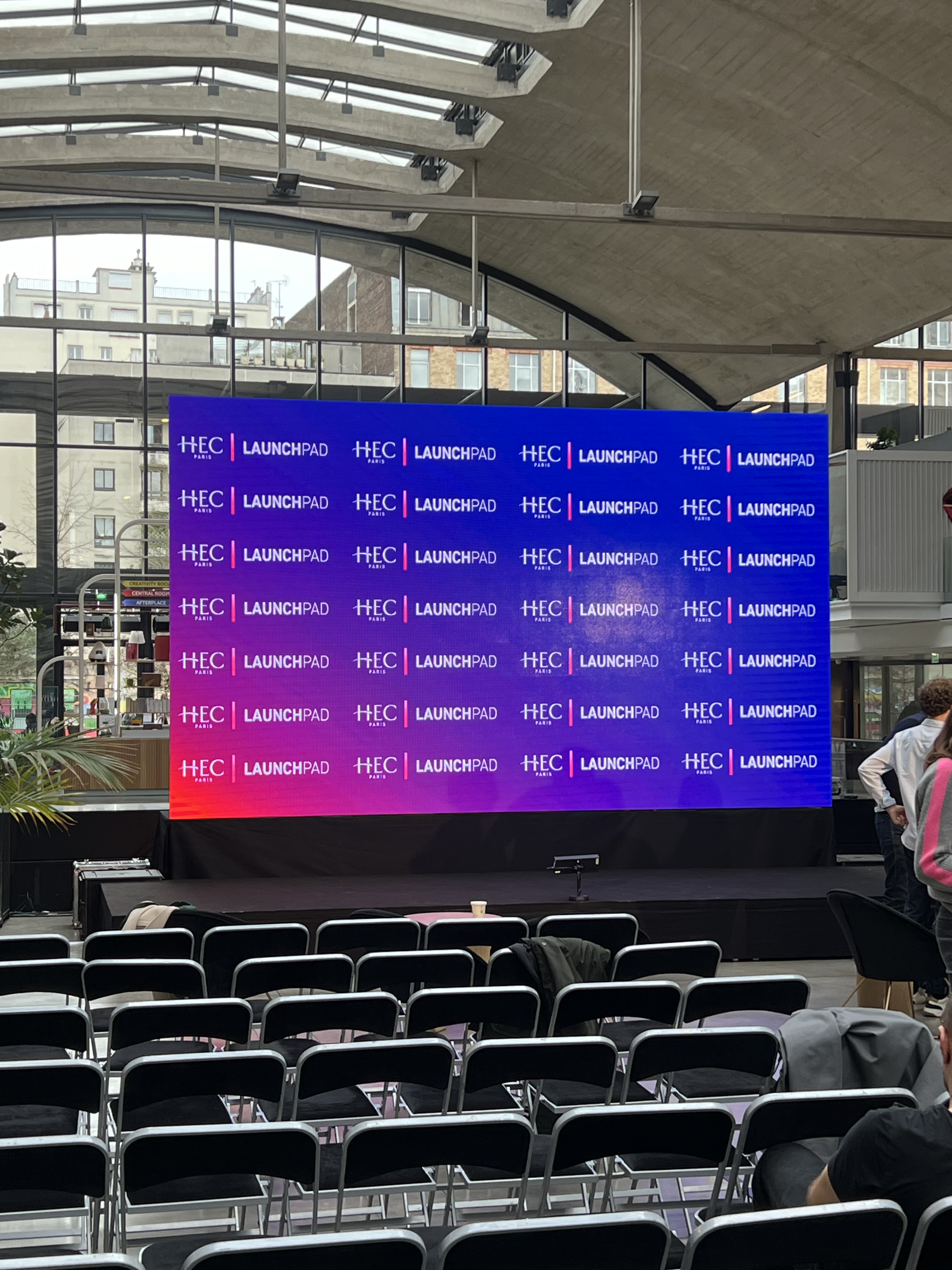
HEC Paris Startup Launchpad Demo Day 2024 vid Station F

HEC Paris Innovation & Entrepreneurship Institute är ett center skapat för att främja innovation och entreprenörskap vid HEC Paris.

## Detaljer
Centret är en del av Station F och ligger både i Paris och Jouy-en-Josas. Omkring 500 elever är inskrivna i klasser under läsårets tre grader (Master of Science X-HEC Entrepreneurs; Master of Science in Innovation and Entrepreneurship och Executive Master of Science in Innovation an Entrepreneurship). Centret samarbetar med Institut polytechnique de Paris (närmare bestämt École polytechnique) och Coursera. Kurser som lärs ut genom centret inkluderar kreativitet, globalt entreprenörskap, entreprenörsmarknadsföring, skapande av nya företag, riskfinansiering, entreprenöriell försäljning och socialt entreprenörskap.
Centret har flera program på grund- och avancerad nivå samt för forskarutbildade om entreprenörskap. Flera initiativ som centret har startat har ökat medvetenheten om både entreprenörskap och innovation i både samhället Jouy-en-Josas och i hela landet.
Institutet rankas som nummer fyra i Financial Times ranking av "Europe's leading start-up hubs" 2025.

## Evenemang och aktiviteter
- Accélérateur ESS
- Post incubation
- HECTAR Accelerator L'Oréal Beauty Tech
- Meta X L'Oréal Accelerator Icade startup studio
- Incubateur HEC Paris
- Data for Managers
- HEC Startup Launchpad HEC Challenge +
- HEC Challenge + Afrique
- Igniting Innovation
- CDL - Creative Destruction Lab
- HEC Stand Up
- MOOC:s
- Entrepreneurship & Digital Innovation
- HEC–TUM Summer Program
- Startup Sprint